# Скобелевский проспект
Ско́белевский проспект — проспект в Выборгском и Приморском районах Санкт-Петербурга. Проходит от проспекта Энгельса до Фермского шоссе, пересекая железнодорожную линию у платформы Удельная.

## История
Получил название в 1887 году в честь генерала русской армии Михаила Дмитриевича Скобелева.
С 1899 года проспект является главным выездом из Удельной в Коломяги.

## Пересечения
- проспект Энгельса;
- Ярославский проспект;
- Костромской проспект;
- Удельный проспект;
- железнодорожная линия;
- Фермское шоссе.